# Roland Hardenberg

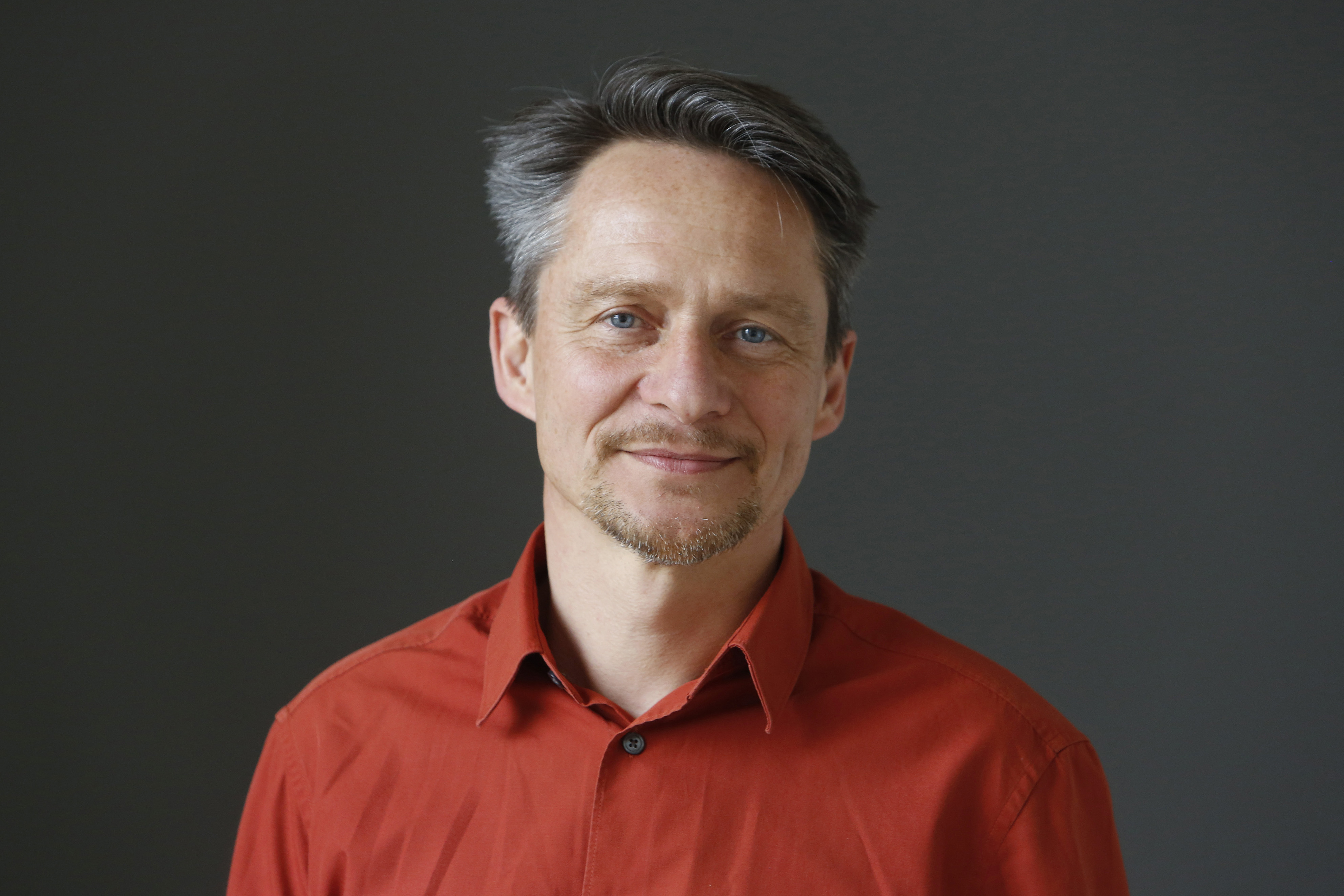
Roland Hardenberg

Roland Josef Hardenberg (* 1967 in Münster, Westfalen) ist ein deutscher Ethnologe. Von 2009 bis 2016 war er Direktor der Abteilung für Ethnologie an der Eberhard Karls Universität Tübingen und von 2013 bis 2017 Stellvertretender Sprecher des SFB 1070 „RessourcenKulturen: Sozio-kulturelle Dynamiken im Umgang mit Ressourcen“. Im Oktober 2016 wechselte er auf eine Professur für Sozial- und Kulturanthropologie an die Goethe-Universität Frankfurt am Main und übernahm 2017 die Leitung des Frobenius-Instituts. Von 2017 bis 2020 war er zudem Geschäftsführender Direktor des Instituts für Ethnologie an der Goethe-Universität. Zusammen mit Holger Jebens gibt er die wissenschaftliche Zeitschrift Paideuma: Zeitschrift für kulturanthropologische Forschung heraus. Er ist außerdem Mitherausgeber der Reihe Studien zur Kulturkunde.

## Biographie
Roland Hardenberg studierte Ethnologie, Neuere Geschichte, Politikwissenschaft und Südostasienwissenschaften an der Westfälischen Wilhelms-Universität in Münster von 1988 bis 1990 (Grundstudium), an der Oxford Polytechnic (heute Oxford Brookes University) von 1990 bis 1991 (Diploma of Advanced Studies) und an der Freien Universität Berlin von 1991 bis 1994 (Magister). Im Jahr 1998 wurde er an der Freien Universität Berlin mit einer Doktorarbeit zum Thema Die Wiedergeburt der Götter: Ritual und Gesellschaft in Orissa promoviert und war anschließend wissenschaftlicher Mitarbeiter im Fachbereich Ethnologie.
Im Jahr 2001 wechselte er, weiterhin als wissenschaftlicher Mitarbeiter, an das Südasien-Institut der Universität Heidelberg, wo er bis 2005 tätig war. 2006 habilitierte er sich an der Westfälischen Wilhelms-Universität Münster. Der Titel seiner Habilitationsschrift lautet Children of the Earth Goddess: Society, Marriage and Sacrifice in the Highlands of Orissa.
Von 2006 bis 2007 war er Vertretungsprofessor an den ethnologischen Instituten der Freien Universität Berlin und der Eberhard Karls Universität Tübingen. Von 2007 bis 2009 leitete er das Forschungsprojekt „Bestattungskulturen in Kyrgyzstan“.
2009 folgte er dem Ruf als W3-Professor (Nachfolge Lehrstuhl Irmtraud Stellrecht) an die Abteilung für Ethnologie der Eberhard Karls Universität Tübingen, wo er bis September 2016 lehrte und die Abteilung leitete. Im Jahre 2010 erteilte ihm die Freie Universität (FU) Berlin einen Ruf auf eine W3-Professur für Ethnologie (Nachfolge Lehrstuhl Prof. Dr. Georg Pfeffer), den er ablehnte.
Im Oktober 2016 nahm er den Ruf auf eine W3-Professur für Ethnologie an der Goethe-Universität Frankfurt am Main an und wurde im Januar 2017 als Nachfolger von Karl-Heinz Kohl der neue Direktor des Frobenius-Instituts.

## Forschungsschwerpunkte
Roland Hardenberg befasst sich mit der Erforschung sozio-kultureller Strukturen in Süd- und Zentralasien mit einem Schwerpunkt auf Kosmologien und religiöse Praxis. Sein Interesse gilt kulturspezifischen Ideen und Werten, die den Rahmen für soziale und religiöse Dynamiken bilden. Ausgehend von ethnographischen Untersuchungen in Indien und in Kirgisistan zielt seine Forschung auf das Verstehen lokaler Praktiken, welche Ausdruck geteilter sozio-kosmischer Vorstellungen sind.
Sein besonderes Augenmerk gilt jenen kulturellen, insbesondere religiösen Phänomenen, die aus Sicht lokaler Gemeinschaften besonders eng mit eigener Identität und Weltsicht verknüpft sind. In Indien und Kirgisistan gehören dazu insbesondere religiöse Praktiken wie Rituale, Opfer, Pilgerschaften und Bestattungen sowie Austausch, die auf spezielle Konzeptionen von „Verwandtschaft“, „Freundschaft“, „Nachbarschaft“ etc. schließen lassen. Hardenbergs Ansatz ist vergleichend, mit dem Ziel, kulturelle Differenzen und Gemeinsamkeiten zu verstehen.
In methodischer Hinsicht arbeitet Hardenberg mit Techniken der empirischen Feldforschung im Rahmen langfristiger stationärer Aufenthalte vorwiegend in ländlichen Gebieten Süd- und Zentralasiens. Hardenbergs systematische Beiträge zur Ethnologie umfassen Themen wie Opfer, Kulturvergleich, Gabentausch, Hierarchie, Hausgesellschaften und ‚New Kinship‘.
Im Rahmen des Sonderforschungsbereichs SFB 1070 an der Universität Tübingen hat Roland Hardenberg zusammen mit anderen Wissenschaftlern kulturwissenschaftliche Ansätze zu Ressourcen, vor allem religiöse Ressourcen, entwickelt und Konzepte wie „Ressourcen-Komplexe“ und „Ressourcen-Kulturen“ erarbeitet. Auf der Grundlage vergleichender Studien zu rituellen Ökonomien hat er den Begriff des „sozio-kosmischen Feldes“ geprägt.
Sein derzeitiges Forschungsinteresse richtet sich zum einen auf religiöse Dynamiken, zum Beispiel in Zusammenhang mit religiösen Reden, zum anderen auch auf Prozesse im Umgang (Produktion, Distribution und Konsum) mit verschiedenen Hirsesorten und auf die Frage, welche Faktoren zum Aufstieg und Niedergang von Hirse als Grundnahrungsmittel in Indien und Afrika beitragen.

## Feldforschungen
- 1995–1996: 14 Monate in Puri (Odisha, Indien)
- 2001–2003: 16 Monate in Rayagada (Odisha, Indien)
- 2007–2008: 12 Monate in Bischkek und Tosor (Kirgisistan)
- Verschiedene kürzere Forschungsaufenthalte in Pakistan, Bangladesch, Iran und Indien.

## Publikationen (Auswahl)

### Monographien
- Hardenberg, Roland. Children of the Earth Goddess: Society, Marriage and Sacrifice in the Highlands of Odisha. De Gruyter, Berlin 2018 (paperback edition 2019).
- Hardenberg, Roland.The Renewal of Jagannatha’s Body. Ritual and Society in Orissa. (Überarbeitete, englische Übersetzung von R. Hardenberg, 1999, Die Wiedergeburt der Götter) Manak Publications, New Delhi 2011.
- Hardenberg, Roland. König ohne Reich: Rituale des Königtums in Orissa (Indien). (2. vollständig überarbeitete Auflage, 2000, Ideologie eines Hindu-Königtums) Schiler, Berlin 2008.

### Herausgeber
- Conrad, Ruth; Hardenberg, Roland; Miethner, Hanna; Stille Max (eds.) (2024). Ritual and Social Dynamics in Christian and Islamic Preaching. New York.
- Hardenberg, Roland / Platenkamp, Josephus / Widlok, Thomas (Hrsg.). Ethnologie als angewandte Wissenschaft. Das Zusammenspiel von Theorie und Praxis. Berlin: Reimer Verlag. 2022.
- Hardenberg, Roland und Jebens, Holger (eds.). Paideuma: Zeitschrift für kulturanthropologische Forschung / Journal of Cultural Anthropology Reimer Verlag (vor 2018: Kohlhammer). Jährliches Erscheinen.
- Martin Bartelheim, Leonardo Garcia Sanjuán and Roland Hardenberg (eds.). Human-Made Environments. The Development of Landscapes as ResourceAssemblages. RessourcenKulturen Bd. 15. Tübingen: Tübingen University Press. 2021.
- Schnell, Christiane/Pfeiffer, Sabine/Hardenberg, Roland (Hrsg.). Gutes Arbeiten im digitalen Zeitalter. Frankfurt a. Main: Campus Verlag 2021.
- Hardenberg, Roland (ed.). Approaching Ritual Economy: Socio-Cosmic Fields in Globalized Contexts. Tübingen: SFB 1070 Publications 2016.
- Hardenberg, Roland (ed.). Asian World Views. Context and Structure. Journal of Social Sciences (special edition), 4/4, Delhi: Kamla Raj. 2000.
- Berger, Peter; Roland Hardenberg; Ellen Kattner & Michael Prager (eds.). An Anthropology of Values. Essays in honour of Georg Pfeffer. New Delhi: Pearson/Longman. 2010.
- Scholz, Anke K; Martin Bartelheim, Roland Hardenberg & Jörn Staecker (eds.), ResourceCultures. Sociocultural Dynamics and the Use of Resources – Theories, Methods, Perspectives. SFB Publications: Tübingen. 2017.
- Hardenberg, Roland & Holger Jebens (eds.). Paideuma: Zeitschrift für kulturanthropologische Forschung / Journal of Cultural Anthropology Reimer Verlag (vor 2018: Kohlhammer). Jährliches Erscheinen.

### Aufsätze
- Hardenberg, Roland. Bauxitabbau, Megalithen und Holzpfähle. Das Verstehen sozio-kosmischer Ordnungen in einem Konflikt um ‚Ressourcen‘. In: Hardenberg, Roland / Platenkamp, Josephus / Widlok, Thomas (Hrsg.) (2022). Ethnologie als angewandte Wissenschaft. Das Zusammenspiel von Theorie und Praxis. Berlin: Reimer Verlag. 2022: S. 61–87.
- Hardenberg, Roland / Platenkamp, Thomas / Widlok, Thomas. Einleitung. In: Hardenberg, Roland / Platenkamp, Josephus / Widlok, Thomas (Hrsg.) (2022). Ethnologie als angewandte Wissenschaft. Das Zusammenspiel von Theorie und Praxis. Berlin: Reimer Verlag. 2022: S. 7–26.
- Teuber, S. /M. Bartelheim/R. Hardenberg/M. Knopf/T. Knopf/P. Kühn/T. Schade/K. Schmidt/T. Scholten 2022. Why do we need Interdisciplinary Cooperation with Anthropologists and Archaeologists in Soil Science? Journal of Plant Nutrition and Soil Science, 185, 2022, S. 752–765, doi:10.1002/jpln.202200120.
- Hardenberg, Roland. Dwelling in an Animated Landscape. Forms of Attachment Between Environment and People in Eastern India. In: Martin Bartelheim, Leonardo Garcia Sanjuán and Roland Hardenberg (eds.), Human-Made Environments. The Development of Landscapes as ResourceAssemblages (RessourcenKulturen Bd. 15). Tübingen: Tübingen University Press. 2021: S. 23–34.
- Hardenberg, Roland. Arbeit als Daseinsgestaltung. Ethnologische Perspektiven auf Mensch-Ding-Beziehungen und soziokosmische Felder. In: Schnell, Christiane/Pfeiffer, Sabine/Hardenberg, Roland (Hrsg.), Gutes Arbeiten im digitalen Zeitalter. Frankfurt a. Main: Campus Verlag 2021: S. 45–64.
- Conrad, Ruth/Hardenberg, Roland. Religious Speech as Resource. International Journal of Practical Theology 24(1), 2020: S. 165–195.
- Hardenberg, Roland/Berger, Peter. Georg Pfeffer (1943-2020). Paideuma: Zeitschrift für kulturanthropologische Forschung / Journal of Cultural Anthropology 65, 2020: S. 331–345.
- Berger, Peter/Roland Hardenberg. “Cereal Belongings – a cultural perspective on cereals as resource.” In: Paideuma: Zeitschrift für kulturanthropologische Forschung / Journal of Cultural Anthropology 64: 2018: S. 167–181.
- Hardenberg, Roland. “‘Imperial rice‘ and ‚subaltern millets‘. Cereals as resources in Odisha (India) and beyond.” In: Paideuma: Zeitschrift für kulturanthropologische Forschung / Journal of Cultural Anthropology 64: 2018: S. 265–283.
- Hardenberg, Roland, “Dongria Kond: Perspectivism in Tribal India”, in: Brill’s Encyclopedia of the Religions of the Indigenous People of South Asia Online, Marine Carrin (Editor-in-Chief), Michel Boivin, Gérard Toffin, Paul Hockings, Raphaël Rousseleau, Tanka Subba, Harald Lambs-Tyche (Section Editors). doi:10.1163/2665-9093_BERO_COM_031977
- Hardenberg, Roland. Sacrifice, in: International Encyclopedia of Anthropology, ed. H. Callan, Vol. 12 (ed. By Simon Coleman). Wiley-Blackwell. doi:10.1002/9781118924396.wbiea2258 2018.
- Hardenberg, Roland. “From Durkheim to Hocart: Sacred Resources and the Quest for ‘life’.” In: Durkheimian Studies / Etudes Durkheimiennes 23:, 2017: S. 40–56.
- Bartelheim, Martin; Roland Hardenberg & Joern Staecker. The ‚Resource Turn‘: A Socio-Cultural Perspective on Resources, in: A. K. Scholz, M. Bartelheim, R. Hardenberg and Jörn Staecker (eds.), ResourceCultures. Sociocultural Dynamics and the Use of Resources – Theories, Methods, Perspectives. SFB Publications: Tübingen. 2017: S. 13–24.
- Hardenberg, Roland. Beyond Economy and Religion. Resources and Socio-cosmic Fields in Odisha, India. Religion and Society: Advances in Research 7, 2016: S. 83–96.
- Hardenberg, Roland. Those who spread from one father: The Cultural Elaboration of Segmentation and Inclusion in Kïrgïzstan, in: L. Prager/M. Prager/G. Sprenger (eds.), Parts and Wholes. Essays on Social Morphology, Cosmology, and Exchange in Honour of J. D. M. Platenkamp. Zürich: Lit Verlag. 2016: S. 105–124.
- Hardenberg, Roland. Three Dimensions of Liminality in the context of Kyrgyz Death Rituals, in: P. Berger/J. Kroesen (eds.), Ultimate Ambiguities Investigating Death and Liminality. New York & Oxford: Berghahn Books. 2015: S. 125–146.
- Hardenberg, Roland. Collective, communicative and cultural memories: examples of local historiography from northern Kyrgyzstan. Central Asian Survey (Special issue: Local History as an Identity Discipline) 3/31, 2012: S. 265–276.
- Hardenberg, Roland. Die kulturelle Gestaltung des Todes in nicht-westlichen Gesellschaften. Berliner Theologische Zeitschrift (Bestattungskultur in der Gegenwart) 2/2012, 2012: S. 335–359.
- Hardenberg, Roland. The Efficacy of Funeral Rituals in Kyrgyzstan. Journal of Ritual Studies 24/1, 2010: S. 29–43.
- Hardenberg, Roland. Reconsidering ‚tribe‘, ‚clan‘ and ‚relatedness‘: A comparison of social categorization in Central and South Asia. Scrutiny: A Journal of International and Pakistan Studies 1 / 1, 2009: S. 37–62.
- Hardenberg, Roland. Categories of Relatedness: Rituals as a Form of Classification in a Middle Indian Society. Contributions to Indian Sociology 43/1, 2009: S. 61–87.